# Заим (Молдова)
Заим (рум. Zaim) — село в Каушанском районе Молдавии. Является административным центром коммуны Заим, включающей также село Верхняя Марьяновка и железнодорожную станцию Заим.

## География
Село расположено в 7 км от Кэушень на высоте 36 метров над уровнем моря.
У села протекает река Ботна.

## Население
По данным переписи населения 2004 года, в селе Заим проживает 4511 человек (2198 мужчин, 2313 женщины).
Этнический состав села:
| Национальность | Число жителей | Процентный состав |
| -------------- | ------------- | ----------------- |
| молдаване      | 4435          | 98.32             |
| румыны         | 29            | 0.64              |
| русские        | 22            | 0.49              |
| украинцы       | 21            | 0.47              |
| гагаузы        | 3             | 0.07              |
| прочие         | 1             | 0.02              |
| Всего          | 4511          | 100%              |

## Известные уроженцы
- Василий Кижевский[англ.] (1881—1931) — бессарабский и румынский политик, администратор и писатель.
- Петру Кэраре[рум.] (род. 13 февраля 1935) — молдавский поэт, писатель, публицист и драматург.

## Достопримечательности

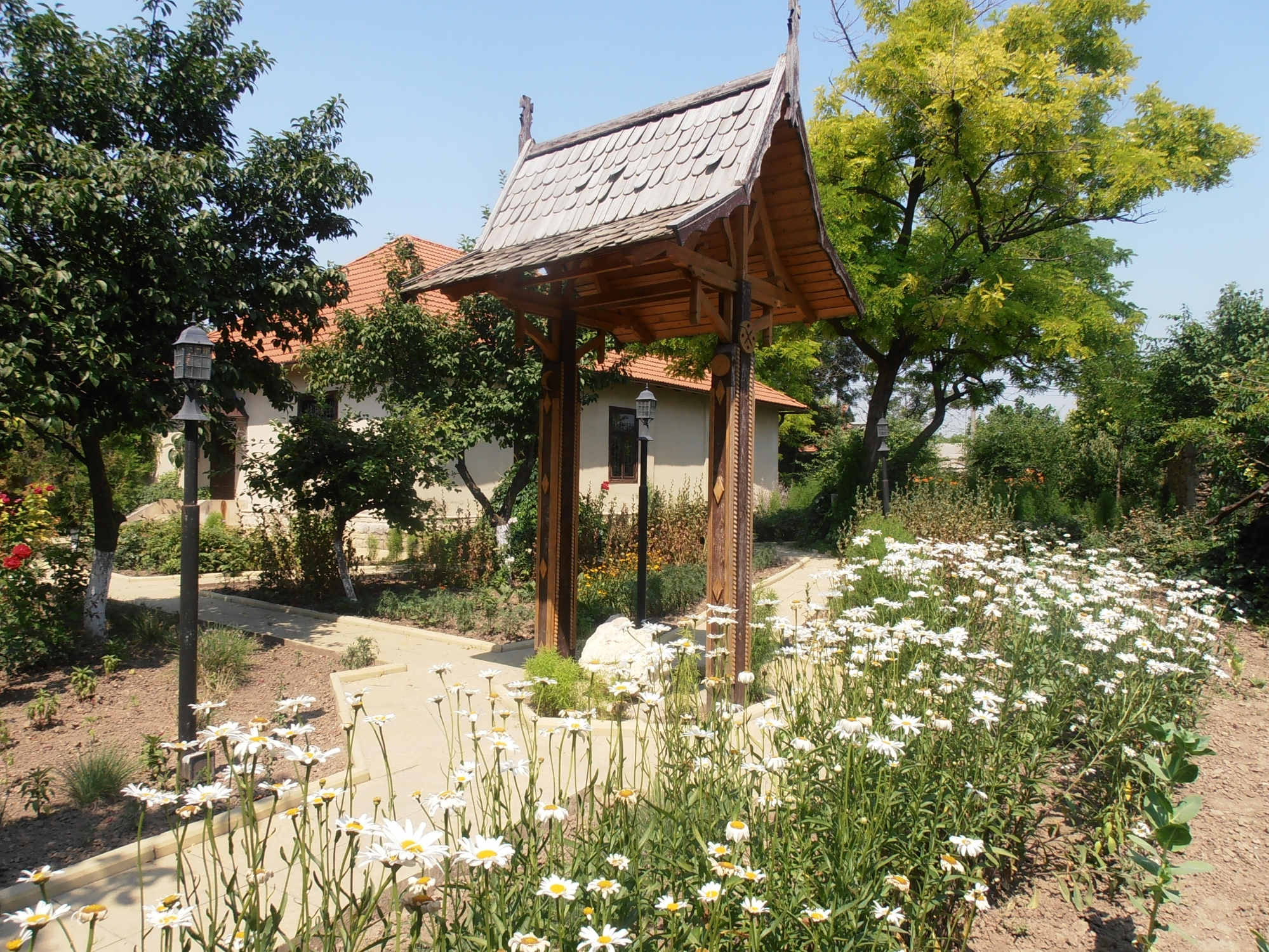
Дом-музей поэта Алексея Матеевича

- В селе находится дом-музей поэта Алексея Матеевича, который провёл здесь детство. Адрес музея: ул. Пьетре Векь, 4.